# Poissonova porazdelitev
Poissonova porazdelítev [poasónova ~] je diskretna porazdelitev (nezvezna), ki je podobna binomski porazdelitvi. V Poissonovi porazdelitvi opazujemo verjetnost, da se pojavi določeno število dogodkov v nekem časovnem obdobju, če se ti dogodki pojavljajo z znano pogostostjo in neodvisno od časa, ki je potekel od zadnjega dogodka (pri binomski porazdelitvi pa obravnavamo število uspehov v n ponovitvah poskusa). Lahko rečemo, da se dogodek zgodi zelo redko, ima pa veliko možnosti, da se zgodi.
Poissonova porazdelitev nam služi kot model za število redkih dogodkov, ki se pojavljajo v mnogih ponavljanjih. To pomeni, da je n zelo velik in p zelo majhen, produkt np pa ima neko sprejemljivo, oziroma razumno vrednost (zgled je promet, kjer je izredno veliko možnosti za nesrečo, nesreče pa so relativno redke). To obliko verjetnostne porazdelitve uporabljamo tudi za izračun verjetnosti pojavljanja dogodkov na določeni razdalji, površini ali prostornini (ne samo v časovnem intervalu).
Porazdelitev je uvedel francoski fizik, matematik in geometer Siméon-Denis Poisson (1781 – 1840).
Če je pričakovano število dogodkov v intervalu enako {\displaystyle \lambda \!}, potem je verjetnost, da se bo zgodilo točno k dogodkov (k =0, 1, 2,…), enaka:
{\displaystyle f(k;\lambda )={\frac {\lambda ^{k}e^{-\lambda }}{k!}}\!\,,}
kjer je:
- {\displaystyle e\;} osnova naravnih logaritmov
- {\displaystyle k\;} število pojavljanj dogodka
- {\displaystyle k!\;} funkcija fakulteta za število k
- {\displaystyle \lambda \;} pozitivno realno število, ki je enako pričakovanemu številu pojavljanj dogodka v danem intervalu

Kot funkcija spremenljivke k je to funkcija verjetnosti za Poissonovo porazdelitev. Poissonova porazdelitev se lahko dobi tudi iz binomske porazdelitve.

## Značilnosti

### Funkcija verjetnosti
Funkcija verjetnosti za Poissonovo porazdelitev je:
{\displaystyle {\frac {e^{-\lambda }\lambda ^{k}}{k!}}\!\,.}

### Zbirna funkcija verjetnosti
Zbirna funkcija verjetnosti Poissonove porazdelitve je:
{\displaystyle {\frac {\Gamma (\lfloor k+1\rfloor ,\lambda )}{\lfloor k\rfloor !}}\!} kadar je {\displaystyle k\geq 0\!\,,}
kjer je:
- {\displaystyle \Gamma (\lfloor k+1\rfloor ,\lambda )\!} funkcija gama.
- {\displaystyle \lfloor k+1\rfloor \!} spodnji celi del števila k + 1

ali
{\displaystyle e^{-\lambda }\sum _{i=0}^{k}{\frac {\lambda ^{i}}{i!}}\ }

### Pričakovana vrednost
Pričakovana vrednost je enaka:
{\displaystyle \lambda \!\,.}

### Varianca
Varianca je enaka:
{\displaystyle \lambda \!\,.}

## Povezave z drugimi porazdelitvami

### Binomska porazdelitev
Poissonova porazdelitev se lahko kot mejni primer dobi iz binomske porazdelitve, če gre število poskusov preko vseh mej, in ostane število pričakovanih uspehov nespremenjeno. To pomeni, da je Poissonova porazdelitev aproksimacija binomske porazdelitve, če je n dovolj velik in verjetnost p dovolj majhna. 
Torej lahko za slučajno sprememnljivko X zapišemo:
{\displaystyle X\sim {\textrm {B}}(n,p)\,\!.}
Kadar pa je n zelo velik in p majhen (np pa ima neko sprejemljivo vrednost). V tem primeru lahko vzamemo, da je slučajna spremenljivka X porazdeljena po Poissonovi porazdelitvi:
{\displaystyle X\sim {\textrm {Pois}}(np)\,\!.}
Vsak izmed Bernoullijevih dogodkov se zgodi zelo redko. To včasih imenujemo tudi kot zakon redkih dogodkov. Izraz je malo zavajajoč, ker skupno število uspehov ni majhno (produkt np ni majhen, zgled: število nesreč v prometu ni majhno).

### Skellamova porazdelitev
Če je {\displaystyle X_{1}\sim \mathrm {Pois} (\lambda _{1})\,} in {\displaystyle X_{2}\sim \mathrm {Pois} (\lambda _{2})\,}, potem se razlika {\displaystyle Y=X_{1}-X_{2}} podreja Skellamovi porazdelitvi.

### Normalna porazdelitev
Za dovolj velike vrednosti λ (npr. λ > 1000) je normalna porazdelitev dober približek Poissonove porazdelitve.

## Posplošitev
Če velja:
{\displaystyle X_{n}\sim {\textrm {B}}(n,p_{n});\qquad Y\sim {\textrm {Pois}}(\lambda )\!\,,}
kjer je:
- {\displaystyle p_{n}=\lambda /n\!}
- {\displaystyle B(n,p_{n})\!} pomeni binomsko porazdelitev s parametroma {\displaystyle n\!} in {\displaystyle p_{n}\!}

Iz tega sledi, da je {\displaystyle X_{n}\to Y\!} in za {\displaystyle p_{n}\!} velja:
{\displaystyle \lim _{n\rightarrow \infty }np_{n}=\lambda \!\,.}